# Hoofdklasse hockey heren 2017/18
Het seizoen 2017/18 is de 45e editie van de Nederlandse herenhoofdklasse hockey. De reguliere competitie liep van zondag 10 september 2017 met een winterstop tussen 19 november 2017 en 4 maart 2018 tot en met zondag 29 april 2018. Aansluitend aan het eind van de reguliere competitie volgden de play-offs om het landskampioenschap en promotie/degradatie. De nieuwkomers waren SCHC en hdm.
Kampong wist de landstitel te prolongeren door in de finale van de play-offs af te rekenen met Amsterdam. hdm eindigde op de laatste plaats en degradeerde rechtstreeks naar de Promotieklasse.

## Clubs
| Club               | Stad              | Accommodatie                | Coach                   |
| ------------------ | ----------------- | --------------------------- | ----------------------- |
| Almeerse HC        | Almere            | Sportpark Klein Brandt      | Pasha Gademan           |
| Amsterdamsche H&BC | Amstelveen        | Wagener-stadion             | Graham Reid             |
| HC Bloemendaal     | Bloemendaal       | Sportpark 't Kopje          | Michel van den Heuvel   |
| HC Den Bosch       | 's-Hertogenbosch  | Sportpark Oosterplas        | Eric Verboom            |
| hdm                | Den Haag          | Sportpark Duinzigt          | Ronald Hugers           |
| HGC                | Wassenaar         | Sportpark De Roggewoning    | Jan Jorn van 't Land    |
| SV Kampong         | Utrecht           | Sportpark Maarschalkerweerd | Alexander Cox           |
| Oranje-Rood        | Eindhoven         | Sportpark Aalsterweg        | Lucas Judge             |
| Pinoké             | Amstelveen        | Sportpark Amsterdamse Bos   | Jesse Mahieu            |
| HC Rotterdam       | Rotterdam         | Stadion Hazelaarweg         | Albert Kees Manenschijn |
| SCHC               | De Bilt/Bilthoven | Sportpark Kees Boekelaan    | Michiel van der Struijk |
| HC Tilburg         | Tilburg           | Sportpark Oude Warande      | Jeroen Delmee           |

## Ranglijst

### Eindstand
|         | pos | club        | gs | w  | g | v  | pnt | dv | dt | ds  |
| ------- | --- | ----------- | -- | -- | - | -- | --- | -- | -- | --- |
| Stabiel | 1.  | Kampong     | 22 | 17 | 5 | 0  | 56  | 82 | 34 | +48 |
| Stabiel | 2.  | Bloemendaal | 22 | 16 | 6 | 0  | 54  | 74 | 20 | +54 |
| Stabiel | 3.  | Amsterdam   | 22 | 15 | 3 | 4  | 48  | 77 | 39 | +38 |
| Stabiel | 4.  | Oranje Rood | 22 | 15 | 3 | 4  | 48  | 69 | 38 | +31 |
| Stabiel | 5.  | Rotterdam   | 22 | 12 | 4 | 6  | 40  | 65 | 52 | +13 |
| Stabiel | 6.  | Den Bosch   | 22 | 10 | 3 | 9  | 33  | 46 | 41 | +5  |
| Stabiel | 7.  | HGC         | 22 | 8  | 2 | 12 | 26  | 50 | 59 | -9  |
| Stabiel | 8.  | HC Tilburg  | 22 | 6  | 1 | 15 | 19  | 35 | 61 | -26 |
| Stabiel | 9.  | SCHC        | 22 | 5  | 3 | 14 | 18  | 32 | 77 | -45 |
| Stabiel | 10. | Pinoké      | 22 | 5  | 1 | 16 | 16  | 39 | 64 | -25 |
| Stabiel | 11. | Almere      | 22 | 4  | 1 | 17 | 13  | 44 | 68 | -24 |
| Stabiel | 12. | HDM         | 22 | 2  | 2 | 18 | 8   | 37 | 97 | -60 |

### Legenda
| Kleur | Kwalificatie voor                                                |
| ----- | ---------------------------------------------------------------- |
|       | Landskampioen na Play-offs, Plaatsing Euro Hockey League 2018/19 |
|       | Plaatsing Euro Hockey League 2018/19                             |
|       | Verliezer Play-offs landskampioenschap en Europees hockey        |
|       | Play-offs tegen degradatie naar de Promotieklasse                |
|       | Degradatie naar de Promotieklasse na Play-offs                   |
|       | Degradatie naar de Promotieklasse                                |

Informatie: Wanneer de kampioen van de reguliere competitie ook 
de finale van de play offs bereikt, spelen de verliezend halvefinalisten
play offduels om het derde Europese ticket.

## Uitslagen reguliere competitie
De thuisspelende ploeg staat in de linkerkolom.
|             | ALM | AMS | BLO | DBO | HDM | HGC | KAM | ORA | PIN | ROT | SCH | TIL |
| ----------- | --- | --- | --- | --- | --- | --- | --- | --- | --- | --- | --- | --- |
| Almere      |     | 1–2 | 1–2 | 1–4 | 4–2 | 0–1 | 4–6 | 2–6 | 4–2 | 0–1 | 2–3 | 4–1 |
| Amsterdam   | 7–1 |     | 1–2 | 3–2 | 6–1 | 4–0 | 2–2 | 4–5 | 3–1 | 2–3 | 6–2 | 4–2 |
| Bloemendaal | 2–1 | 2–0 |     | 1–0 | 6–0 | 7–2 | 1–1 | 3–2 | 1–1 | 5–1 | 3–1 | 4–1 |
| Den Bosch   | 2–2 | 2–3 | 1–1 |     | 5–3 | 2–1 | 0–4 | 1–2 | 5–1 | 3–3 | 3–0 | 3–2 |
| hdm         | 3–5 | 1–5 | 1–9 | 2–3 |     | 0–5 | 0–6 | 4–4 | 1–4 | 4–4 | 3–2 | 2–3 |
| HGC         | 4–1 | 0–2 | 0–5 | 3–2 | 4–1 |     | 4–5 | 0–1 | 5–3 | 1–3 | 0–0 | 4–1 |
| Kampong     | 4–2 | 2–2 | 3–3 | 2–0 | 4–0 | 2–1 |     | 3–0 | 3–2 | 3–2 | 3–0 | 5–1 |
| Oranje Rood | 4–1 | 3–4 | 1–1 | 3–1 | 4–0 | 5–2 | 3–3 |     | 2–1 | 2–1 | 6–1 | 2–0 |
| Pinoké      | 2–1 | 3–6 | 0–4 | 0–1 | 3–4 | 2–6 | 2–5 | 0–3 |     | 3–2 | 0–1 | 3–2 |
| Rotterdam   | 5–4 | 3–3 | 1–1 | 1–2 | 2–1 | 8–3 | 3–4 | 4–3 | 3–2 |     | 5–2 | 3–0 |
| SCHC        | 3–2 | 1–6 | 1–7 | 2–1 | 4–3 | 2–2 | 0–7 | 1–5 | 1–4 | 2–4 |     | 1–1 |
| HC Tilburg  | 2–1 | 0–2 | 0–4 | 1–3 | 5–1 | 3–2 | 2–5 | 1–3 | 1–0 | 2–3 | 4–2 |     |

## Topscorers
| pos | Speler               | Club        | tot.' | vd' | sc' | sb' |
| --- | -------------------- | ----------- | ----- | --- | --- | --- |
| 1.  | Jeroen Hertzberger   | Rotterdam   | 28    | 11  | 12  | 5   |
| 2.  | Mirco Pruyser        | Amsterdam   | 26    | 22  | 4   | 0   |
| 3.  | Mink van der Weerden | Oranje Rood | 24    | 1   | 20  | 3   |
| 4.  | Stijn Jolie          | Almere      | 18    | 1   | 17  | 0   |
| 5.  | Martijn Havenga      | Kampong     | 17    | 0   | 13  | 4   |

## Play offs landskampioenschap

### Halve finales
1e wedstrijd
| 5 mei 2018 15:30 UTC+2         |       |                                       |                                                                                      |
| Oranje-Rood                    | 1 – 1 | Kampong                               | Sportpark Aalsterweg, Eindhoven Scheidsrechters: Pieter Hembrecht Paul van den Assum |
| Niek van der Schoot 39'        |       | 54' Quirijn Caspers                   | Sportpark Aalsterweg, Eindhoven Scheidsrechters: Pieter Hembrecht Paul van den Assum |
| Shoot-out                      |       |                                       | Sportpark Aalsterweg, Eindhoven Scheidsrechters: Pieter Hembrecht Paul van den Assum |
| Stanzl Briels De Voogd Mehmood | 2 – 4 | Caspers De Wijn Kemperman Meulenbroek | Sportpark Aalsterweg, Eindhoven Scheidsrechters: Pieter Hembrecht Paul van den Assum |

| 5 mei 2018 15:30 UTC+2                                                                                  |       | |                                                                           |
| Amsterdam                                                                                               | 5 – 5 | Bloemendaal                                                                                             | Wagener-stadion, Amstelveen Scheidsrechters: Jonas van 't Hek Thijs Retra |
| Boris Burkhardt 22 (sc)' Caspar van Dijk 24' Justin Reid-Ross 31 (sc)' Billy Bakker 39' Nicki Leijs 70' |       | 16' Roel Bovendeert 23' Xavi Lleonart 43 (sc)' Jamie Dwyer 46' Yannick van der Drift 49' Tim Jenniskens | Wagener-stadion, Amstelveen Scheidsrechters: Jonas van 't Hek Thijs Retra |
| Shoot-out                                                                                               |       | | Wagener-stadion, Amstelveen Scheidsrechters: Jonas van 't Hek Thijs Retra |
| Buissant Pruyser Reid-Ross Rohof                                                                        | 3 – 5 | Brinkman Fuchs Lleonart Dwyer Bovendeert                                                                | Wagener-stadion, Amstelveen Scheidsrechters: Jonas van 't Hek Thijs Retra |

2e wedstrijd
| 6 mei 2018 15:30 UTC+2                               |       |                                        |                                                                                    |
| Kampong                                              | 1 – 1 | Oranje-Rood                            | Sportpark Maarschalkerweerd, Utrecht Scheidsrechters: Coen van Bunge Maarten Boxma |
| Philip Meulenbroek 70'                               |       | 13' Benjamin Stanzl                    | Sportpark Maarschalkerweerd, Utrecht Scheidsrechters: Coen van Bunge Maarten Boxma |
| Shoot-out                                            |       |                                        | Sportpark Maarschalkerweerd, Utrecht Scheidsrechters: Coen van Bunge Maarten Boxma |
| Caspers (sc) De Wijn Kemperman Meulenbroek Kellerman | 4 – 2 | Stanzl Briels De Voogd Mazzilli Galema | Sportpark Maarschalkerweerd, Utrecht Scheidsrechters: Coen van Bunge Maarten Boxma |

| 6 mei 2018 15:45 UTC+2                       |       |                                           |                                                                               |
| Bloemendaal                                  | 2 – 2 | Amsterdam                                 | Sportpark 't Kopje, Bloemendaal Scheidsrechters: Michiel Otten Frank Heijster |
| Roel Bovendeert 16' Sander 't Hart 35 (sc)'  |       | 47' Nicki Leijs 63 (sc)' Justin Reid-Ross | Sportpark 't Kopje, Bloemendaal Scheidsrechters: Michiel Otten Frank Heijster |
| Shoot-out                                    |       |                                           | Sportpark 't Kopje, Bloemendaal Scheidsrechters: Michiel Otten Frank Heijster |
| Brinkman Fuchs Lleonart Schuurman Bovendeert | 3 – 4 | Verga Pruyser Lissone Burkhardt Rohof     | Sportpark 't Kopje, Bloemendaal Scheidsrechters: Michiel Otten Frank Heijster |

3e wedstrijd

| 10 mei 2018 12:15 UTC+2 |       |                                                              |                                                                                    |
| Bloemendaal             | 0 – 3 | Amsterdam                                                    | Sportpark 't Kopje, Bloemendaal Scheidsrechters: Coen van Bunge Paul van den Assum |
|                         |       | 21' Mirco Pruyser 35' Jan-Willem Buissant 46' Valentin Verga | Sportpark 't Kopje, Bloemendaal Scheidsrechters: Coen van Bunge Paul van den Assum |

### 3e/4e plaats (EHL ticket)
| 13 mei 2018 13:15 UTC+2                        |       |                                        |                                                                           |
| Oranje-Rood                                    | 2 – 2 | Bloemendaal                            | Sportpark Aalsterweg, Eindhoven Scheidsrechters: Bo Verwer Thomas Keijzer |
| Agustin Mazzilli 6 (sc)' Jelle Galema 20 (sc)' |       | 25' Roel Bovendeert 68' Florian Fuchs  | Sportpark Aalsterweg, Eindhoven Scheidsrechters: Bo Verwer Thomas Keijzer |
| Shoot-out                                      |       |                                        | Sportpark Aalsterweg, Eindhoven Scheidsrechters: Bo Verwer Thomas Keijzer |
| Mazzilli Briels Van der Horst (sb) Stanzl      | 3 – 1 | Fuchs Stockbroekx Wortelboer Schuurman | Sportpark Aalsterweg, Eindhoven Scheidsrechters: Bo Verwer Thomas Keijzer |

| 19 mei 2018 16:00 UTC+2                |       |                                             |                                                                                |
| Bloemendaal                            | 1 – 1 | Oranje-Rood                                 | Sportpark 't Kopje, Bloemendaal Scheidsrechters: Jasper Nagtzaam Maarten Boxma |
| Tim Swaen 13 (sc)'                     |       | 37 (sb)' Mink van der Weerden               | Sportpark 't Kopje, Bloemendaal Scheidsrechters: Jasper Nagtzaam Maarten Boxma |
| Shoot-out                              |       |                                             | Sportpark 't Kopje, Bloemendaal Scheidsrechters: Jasper Nagtzaam Maarten Boxma |
| Brinkman Fuchs (sb) Lleonart Schuurman | 2 – 4 | Mazzilli Briels Van der Horst Stanzl Galema | Sportpark 't Kopje, Bloemendaal Scheidsrechters: Jasper Nagtzaam Maarten Boxma |

### Finale
| 13 mei 2018 13:15 UTC+2               |       |                                                 | |
| Amsterdam                             | 1 – 1 | Kampong                                         | Wagener-stadion, Amstelveen Scheidsrechters: Coen van Bunge Michiel Otten Jonas van 't Hek (video umpire) |
| Tijn Lissone 11'                      |       | 23' Philip Meulenbroek                          | Wagener-stadion, Amstelveen Scheidsrechters: Coen van Bunge Michiel Otten Jonas van 't Hek (video umpire) |
| Shoot-out                             |       |                                                 | Wagener-stadion, Amstelveen Scheidsrechters: Coen van Bunge Michiel Otten Jonas van 't Hek (video umpire) |
| Verga Pruyser Lissone Burkhardt Rohof | 2 – 3 | Caspers Kemperman De Wijn Meulenbroek Kellerman | Wagener-stadion, Amstelveen Scheidsrechters: Coen van Bunge Michiel Otten Jonas van 't Hek (video umpire) |

| 19 mei 2018 16:00 UTC+2 |       |                       | |
| Kampong                 | 1 – 2 | Amsterdam             | Sportpark Maarschalkerweerd, Utrecht Scheidsrechters: Jonas van 't Hek Pieter Hembrecht Coen van Bunge (video umpire) |
| Björn Kellerman 9'      |       | 3', 30' Mirco Pruyser | Sportpark Maarschalkerweerd, Utrecht Scheidsrechters: Jonas van 't Hek Pieter Hembrecht Coen van Bunge (video umpire) |

| 20 mei 2018 16:00 UTC+2                                     |       |                   | |
| Kampong                                                     | 3 – 1 | Amsterdam         | Sportpark Maarschalkerweerd, Utrecht Scheidsrechters: Coen van Bunge Paul van den Assum Jonas van 't Hek (video umpire) |
| Jasper Luijkx 10' Robbert Kemperman 51' Björn Kellerman 69' |       | 34' Mirco Pruyser | Sportpark Maarschalkerweerd, Utrecht Scheidsrechters: Coen van Bunge Paul van den Assum Jonas van 't Hek (video umpire) |

## Promotie/degradatie play-offs
Play outs 11de/Vice-kampioen Overgangsklasse
| Datum                          | Wedstrijd       | Uitslag | Scoreverloop | Scheidsrechters                 |
| ------------------------------ | --------------- | ------- | --- | ------------------------------- |
| 30 mei 2018, 20:30, Amstelveen | Hurley - Almere | 2 – 2   | 5' Christiaan Stroboer 1-0, 25' Terrance Pieters 1-1, 49' Christiaan Stroboer 2-1, 66'(sc) Stijn Jolie 2-2. Hurley wint na shoot-outs: 4-3. | Karen Dollé Jasper Nagtzaam     |
| 2 juni 2018, 15:00, Almere     | Almere - Hurley | 3 – 0   | 3' Deegan Huisman 1-0, 10'(sc) Terrance Pieters 2-0, 61' Juan Fortuin 3-0.                                                                  | Fanneke Alkemade Frank Heijster |
| 3 juni 2018, 15:00, Amstelveen | Hurley - Almere | 0 – 1   | 14' Jonas de Geus 0-1. | Paul van den Assum Thijs Retra  |

Play outs 10de/Beste 2de Overgangsklasse
| Datum                          | Wedstrijd         | Uitslag | Scoreverloop                                                                          | Scheidsrechters                               |
| ------------------------------ | ----------------- | ------- | ------------------------------------------------------------------------------------- | --------------------------------------------- |
| 30 mei 2018, 20:30, Nijmegen   | Nijmegen - Pinoké | 1 – 2   | 1' Camil Papa 0-1, 33' Daan 't Gilde 1-1, 60'(sc) Pepijn Scheen 1-2.                  | Shane O'Donnell Maarten Boxma                 |
| 2 juni 2018, 15:00, Amstelveen | Pinoké - Nijmegen | 1 – 1   | 43' Brendan Bissett 0-1, 70'(sc) Thijn Knetemann 1-1. Pinoké wint na shoot-outs: 4-3. | Paul van den Assum Barry Plaisant van der Wal |

Resultaat: Almere en Pinoke handhaven zich.
Nederlands landskampioenschap:

1897/98 ·
1898/99 ·
1899/00 ·
1900/01 ·
1901/02 ·
1902/03 ·
1903/04 ·
1904/05 ·
1905/06 ·
1906/07 ·
1907/08 ·
1908/09 ·
1909/10 ·
1910/11 ·
1911/12 ·
1912/13 ·
1913/14 ·
1914/15 ·
1915/16 ·
1916/17 ·
1917/18 ·
1918/19 ·
1919/20 ·
1920/21 ·
1921/22 ·
1922/23 ·
1923/24 ·
1924/25 ·
1925/26 ·
1926/27 ·
1927/28 ·
1928/29 ·
1929/30 ·
1930/31 ·
1931/32 ·
1932/33 ·
1933/34 ·
1934/35 ·
1935/36 ·
1936/37 ·
1937/38 ·
1938/39 ·
1939/40 ·
1940/41 ·
1941/42 ·
1942/43 ·
1943/44 ·
1944/45 ·
1945/46 ·
1946/47 ·
1947/48 ·
1948/49 ·
1949/50 ·
1950/51 ·
1951/52 ·
1952/53 ·
1953/54 ·
1954/55 ·
1955/56 ·
1956/57 ·
1957/58 ·
1958/59 ·
1959/60 ·
1960/61 ·
1961/62 ·
1962/63 ·
1963/64 ·
1964/65 ·
1965/66 ·
1966/67 ·
1967/68 ·
1968/69 ·
1969/70 ·
1970/71 ·
1971/72 ·
1972/73
Hoofdklasse heren:

1973/74 · 
1974/75 · 
1975/76 · 
1976/77 · 
1977/78 · 
1978/79 · 
1979/80 · 
1980/81 · 
1981/82 · 
1982/83 · 
1983/84 · 
1984/85 · 
1985/86 · 
1986/87 · 
1987/88 · 
1988/89 · 
1989/90 · 
1990/91 · 
1991/92 · 
1992/93 · 
1993/94 · 
1994/95 · 
1995/96 · 
1996/97 · 
1997/98 · 
1998/99 · 
1999/00 · 
2000/01 · 
2001/02 · 
2002/03 · 
2003/04 · 
2004/05 · 
2005/06 · 
2006/07 · 
2007/08 · 
2008/09 · 
2009/10 · 
2010/11 · 
2011/12 · 
2012/13 ·
2013/14 ·
2014/15 ·
2015/16 ·
2016/17 ·
2017/18 ·
2018/19 ·
2019/20 ·
2020/21 ·
2021/22 ·
2022/23 ·
2023/24 ·
2024/25 ·
Nederlandse competities: Hoofdklasse (zaal) · Promotieklasse · Overgangsklasse · Eerste klasse · Tweede klasse · Derde klasse · Vierde klasse · Gold Cup · Silver Cup

Nederlands kampioenschap: Lijst van Nederlandse landskampioenen hockey · Lijst van Nederlandse landskampioenen zaalhockey

Europese competities: Euro Hockey League · Europacup I · Europa Cup II · Europacup zaalhockey